# Tellina agilis
Tellina agilis är en musselart som beskrevs av William Stimpson 1857. Tellina agilis ingår i släktet Tellina och familjen Tellinidae. Inga underarter finns listade i Catalogue of Life.